# Justinus Darmojuwono
Justinus Darmojuwono (1914 - 1994) là một Hồng y người Indonesia của Giáo hội Công giáo Rôma. Ông nguyên là Tổng giám mục Tổng giáo phận Semarang và Tuyên úy Quân đội Indonesia. Ông từng tham dự Công đồng Vaticanô II với giai đoạn ba và bốn, trong vai trò nghị phụ. Với tước vị Hồng y, ông đã tham dự 2 mật nghị, Mật nghị Hồng y tháng 8 năm 1978 và Mật nghị Hồng y tháng 10 năm 1978, lần lượt chọn Giáo hoàng Gioan Phaolô UI và Giáo hoàng Gioan Phaolô II.

## Tiểu sử
Hồng y Darmojuwono sinh ngày 2 tháng 11 năm 1914 tại Godean, thuộc Indonesia. Ngày 25 tháng 5 năm 1947, sau khoảng thời gian dài tu học tại các cơ sở chủng viện, Phó tế Darmojuwono được truyền chức linh mục, bởi vị chủ sự là Albert Soegijapranata, S.J., Đại diện Tông Tòa Hạt Đại diện Tông Tòa Semarang.
Sau hơn 15 năm phục vụ trên cương vị linh mục, ngày 10 tháng 12 năm 1963, Tòa Thánh ra thông báo tuyển chọn linh mục Justinus Darmojuwono, 49 tuổi, làm Tổng giám mục chính tòa Tổng giáo phận Semarang. Lễ tấn phong cho vị Tổng giám mục Tân cử được cử hành sau đó vào ngày 6 tháng 4 năm 1964, bởi ba giáo sĩ chủ phong là Tổng giám mục Ottavio De Liva, Khâm sứ Tòa Thánh tại Indonesia; hai vị phụ phong gồm có Adrianus Djajasepoetra, S.J., Tổng giám mục Tổng giáo phận Djakarta và Paul Sani Kleden, S.V.D., giám mục chính tòa Giáo phận Denpasar. Tân giám mục chọn khẩu hiệu cho mình là:In nomine Jesu. Ngày 8 tháng 7 cùng năm, ông kiêm thêm chức danh Tổng tuyên úy Quân đội Indonesia. Sau khi được tấn phong giám mục, tân giám mục đã đến tham dự Công đồng Vaticanô II, với các giai đoạn 3 và 4 của Công đồng, trên danh nghĩa là nghị phụ.
Ba năm sau đó, ngày 26 tháng 6 năm 1967, Giáo hoàng Phaolô VI quyết định vinh thăng Tổng giám mục Justinus Darmojuwono tước vị Hồng y Đẳng Linh mục nhà thờ Santissimi Nome di Gesù e Maria in Via Lata. Trên cương vị Hồng y, ông đã tham dự hai mật nghị hồng y, là các mật nghị: Mật nghị Hồng y tháng 8 năm 1978 và Mật nghị Hồng y tháng 10 năm 1978, lần lượt chọn Giáo hoàng Gioan Phaolô I và Giáo hoàng Gioan Phaolô II.
Ngày 3 tháng 7 năm 1981, Tổng giám mục Justinus Darmojuwono từ nhiệm khỏi vị trí Tổng giám mục Semarang, nhưng vẫn duy trí nhiệm vụ Tổng tuyên úy Quân đội cho đến ngày 31 tháng 12 năm 1983. Mười năm sau khi từ bỏ hoàn toàn các nhiệm vụ, ngày 3 tháng 2 năm 1994, Hồng y Darmojuwono qua đời, thọ 79 tuổi.